# Sasha Strunin
Sasha Strunin, anche Alexandra Strunin, nata come Aleksandra Igoriewna Strunina (Leningrado, 27 ottobre 1989), è una cantante polacca, con origini russe. Ha fatto il suo debutto nel mondo della musica nel 2005, entrando a far parte del gruppo Jet Set fino al 2009, anno in cui ha intrapreso la carriera da solista.
È figlia degli artisti Igor Strunin, di origini russe, e Vita Nikolajenko, di origini ucraine. Quando i suoi genitori ricevettero un contratto teatrale, Strunin si trasferì con loro a Poznań, dove ha frequentato il liceo Przemysł II e ha imparato a suonare il pianoforte, e dove tuttora risiede. Nel 2004 ha partecipato alla versione polacca del talent show Pop Idol, raggiungendo la semifinale.
Ha registrato coi The Jet Set il singolo di debutto How Many People, incluso nel loro album Just Call Me, certificato disco d'oro in Polonia. Il secondo singolo si è posizionato quarto al Festival di Sopot del 2006, mentre il loro terzo singolo nel 2007 ha vinto il Preselekcjach Song Contest, un importante concorso polacco a livello nazionale. Sempre nel 2007, i Jet Set hanno partecipato alle selezioni per l'Eurofestival Song Contest, senza però qualificarsi nelle finali. Il gruppo ha vinto inoltre i premi Viva Comet Awards ed Eska Music Awards nella categoria "Band dell'anno". Il quarto singolo dei Jet Set è stato The Beat of Your Heart il cui video musicale è stato girato in Spagna.
Strunin ha partecipato alla quinta edizione del Grande Fratello polacco e ha fatto parte del casting del film "Pierwsza Księżycowa Noc", che è stato pubblicato il 10 dicembre 2009. Ha inoltre posato per degli scatti inseriti in un servizio fotografico per la rivista CKM nel maggio 2008. Il 1º gennaio 2009 ha lasciato i Jet Set per iniziare una carriera da solista.
Dopo lo scioglimento della band, Strunin ha firmato un contratto con la Sony BMG. Il suo album di debutto Sasha ha venduto circa 9 000 copie fino ad ora (nonostante fosse arrivato al numero 1 nella classifica polacca) ed è stato supportato dai singoli To nic, kiedy płyną łzy e Zaczaruj mnie ostatni raz.

## Discografia
- 2009 - Sasha
- 2013 - Stranger (EP)
- 2016 - Woman in Black
- 2019 - Autoportrety